# Kristina Riis-Johannessen
Pour les articles homonymes, voir Riis et Johannessen.
Kristina Riis-Johannessen, née le 5 mars 1991 à Oslo, est une skieuse alpine norvégienne.

## Biographie
La skieuse démarre dans une course FIS en fin d'année 2006 puis la Coupe d'Europe en 2008, année où elle remporte trois titres de championne de Norvège junior en descente, super G et combiné. Lors des Championnats de Norvège 2009, elle est classée deuxième à quatre reprises.
En 2012, elle s'en va étudier à l'Université du Vermont, aux États-Unis et participe principalement désormais à la Coupe nord-américaine.
Elle fait ses débuts en Coupe du monde en décembre 2016 à Semmering. Elle prend part ensuite aux Championnats du monde de Saint-Moritz, où son meilleur résultat est 21e du super G. Elle marque ses premiers points en Coupe du monde le mois suivant au slalom géant de Squaw Valley.
En parallèle, elle est victorieuse dans quatre épreuves différentes en Coupe d'Europe, pour un total de dix podiums, l'aidant à remporter le classement général.

## Palmarès

### Championnats du monde
| Épreuve / Épreuve          | Descente | Super G | Slalom géant | Combiné alpin |
| -------------------------- | -------- | ------- | ------------ | ------------- |
| Mondiaux 2017 Saint-Moritz | 29e      | 21e     | 31e          | Ab.           |

### Coupe du monde
- Meilleur classement général : 114e en 2016-2017.
- Meilleur résultat : 24e.

| Saison/Classement | Général | Général | Descente | Descente | Super G | Super G | Géant  | Géant  | Slalom | Slalom | Combiné | Combiné |
| Saison/Classement | Class.  | Points  | Class.   | Points   | Class.  | Points  | Class. | Points | Class. | Points | Class.  | Points  |
| ----------------- | ------- | ------- | -------- | -------- | ------- | ------- | ------ | ------ | ------ | ------ | ------- | ------- |
| 2016-2017         | 114e    | 7       | -        | -        | -       | -       | 46e    | 7      | -      | -      | -       | -       |

### Coupe d’Europe
- Vainqueur du classement général en 2017.
- 2e du classement du super G en 2017
- 3e du classement du combiné en 2017
- Dix podiums dont 4 victoires

| Saison/Classement | Général | Général | Descente | Descente | Super G | Super G | Géant  | Géant  | Slalom | Slalom | Combiné | Combiné |
| Saison/Classement | Class.  | Points  | Class.   | Points   | Class.  | Points  | Class. | Points | Class. | Points | Class.  | Points  |
| ----------------- | ------- | ------- | -------- | -------- | ------- | ------- | ------ | ------ | ------ | ------ | ------- | ------- |
| 2008-2009         | 143e    | 16      | -        | -        | 41e     | 16      | -      | -      | -      | -      | -       | -       |
| 2009-2010         | 170e    | 6       | -        | -        | -       | -       | 75e    | 6      | -      | -      | -       | -       |
| 2010-2011         | 125e    | 28      | -        | -        | -       | -       | 58e    | 16     | 74e    | 12     | -       | -       |
| 2016-2017         | 1re     | 1 206   | 5e       | 298      | 2e      | 316     | 4e     | 375    | 38e    | 53     | 3e      | 164     |

### Coupe nord-américaine
- 10e du classement général en 2014-2015
- 3e du classement du slalom en 2013-2014
- Sept podiums dont 1 victoire.

| Saison/Classement | Général | Général | Super G | Super G | Géant  | Géant  | Slalom | Slalom | Combiné | Combiné |
| Saison/Classement | Class.  | Points  | Class.  | Points  | Class. | Points | Class. | Points | Class.  | Points  |
| ----------------- | ------- | ------- | ------- | ------- | ------ | ------ | ------ | ------ | ------- | ------- |
| 2011-2012         | 18e     | 284     | -       | -       | 23e    | 80     | 7e     | 204    | -       | -       |
| 2012-2013         | 27e     | 213     | -       | -       | 18e    | 112    | 17e    | 101    | -       | -       |
| 2013-2014         | 11e     | 444     | -       | -       | 7e     | 202    | 3e     | 242    | -       | -       |
| 2014-2015         | 10e     | 419     | 35e     | 22      | 13e    | 128    | 5e     | 229    | 12e     | 40      |

### Championnats du monde junior
| Édition / Épreuve                            | Descente | Super G | Slalom géant | Slalom |
| -------------------------------------------- | -------- | ------- | ------------ | ------ |
| Mondiaux juniors 2009 Garmisch-Partenkirchen | 18e      | Ab.     | Ab.          | Ab.    |
| Mondiaux juniors 2010 Megève / Chamonix      | -        | 45e     | -            | Ab.    |